# Sjeverna armija
Sjeverna armija (njem. Nordarmee / Armeeoberkommando Nord / A.O.K. Nord) je bila vojna formacija njemačke vojske koja je postojala na početku Prvog svjetskog rata. 

## Povijest
Sjeverna armija formirana je u Schleswigu na početku Prvog svjetskog rata sa svrhom obrane Schleswig-Holsteina i Kielskog kanala od britanskog iskrcavanja. U njezin sastav ušao je IX. pričuvni korpus, te četiri landverske brigade zajedno s posadama otoka Borkuma, Sylta i Pellworma. Zapovjednikom Sjeverne armije imenovan je general pješaštva Max von Boehn koji je ujedno zapovijedao i IX. pričuvnim korpusom.
Sjeverna armija nije dugo postojala kao vojna formacija. Krajem kolovoza 1914. IX. pričuvni korpus je upućen na Zapadno bojište gdje je sudjelovao u opsadi Antwerpena. Također, i landverske brigade su upućene na druga bojišta i to dvije na Zapadno, a dvije na Istočno bojište, tako da Sjeverna armija krajem kolovoza 1914. rasformirana. 

## Zapovjednici
Max von Boehn

## Načelnici stožera
Paulus von Stolzmann

## Vanjske poveznice
(eng.) Sjeverna armija na stranici Prussian Machine.com

(njem.) Sjeverna armija na stranici Wiki-de.genealogy.net